# ウェット・ホット・アメリカン・サマー: キャンプ1日目
『ウェット・ホット・アメリカン・サマー: キャンプ1日目』（Wet Hot American Summer: First Day of Camp）は、デヴィッド・ウェインとマイケル・ショーウォルターが脚本を担当し、ウェインが監督したアメリカの風刺コメディテレビミニシリーズ。

## 概要
2001年の映画『ウェット・ホット・アメリカン・サマー』の続編であり、ティーンのセックスコメディのパロディで、カルト的な人気を誇る 。
2016年4月27日、Netflixが映画の出来事から10年後を舞台にした続編シリーズ『ウェット・ホット・アメリカン・サマー: あれから10年』の製作が発表された。シリーズは全8話で構成され、2017年8月4日に公開された。

## キャスト

### 映画からの再出演者（アルファベット順）
※括弧内は日本語吹替。
- リンゼイ - エリザベス・バンクス
- ミッチ - H・ジョン・ベンジャミン（山本格）
- マッキンリー - マイケル・イアン・ブラック（高橋大輔）
- ベン - ブラッドリー・クーパー（矢野正明）
- ロン・フォン・クライネンシュタイン - ジュダ・フリードランダー
- ベス - ジャニーン・ガロファロー（山口眞弓）
- ナンシー - ニーナ・ヘルマン（今泉葉子）
- ニール - ジョー・ロー・トルグリオ（宮本誉之）
- ビクター - ケン・マリーノ（稲垣拓哉）
- ジーン - クリストファー・メローニ（藤沼建人）
- ゲイリー　- A・D・マイルズ（井木順二）
- ケイティ - マーガリート・モロー（Lynn）
- J.J. - ザック・オース（山本格）
- ヘンリー・ニューマン准教授 - デヴィッド・ハイド・ピアース（魚建）
- スージー - エイミー・ポーラー（織部ゆかり）
- アンディ - ポール・ラッド（手塚ヒロミチ）
- エディ - マリッサ・ライアン
- ゲイル - モリー・シャノン（岡田恵）
- クープ - マイケル・ショウォルター(時永洋）
- スティーブ - ケビン・サスマン

### 新キャスト
- グレッグ - ジェイソン・シュワルツマン（村田太志）
- ドナ・バーマン - レイク・ベル（森なな子）
- ドリュー - トーマス・バルブスカ（廣田悠美）
- ファルコン - ジョン・ハム（玉木雅士）
- エリック - クリス・パイン（矢野正明）
- アラン - ジョーダン・ピール
- ジェフ - ランドール・パーク
- コートニー - クリステン・ウィグ
- ジム - マイケル・セラ（虎島貴明）
- クロード・デュメ - ジョン・スラッテリー（小室正幸）

### ゲスト出演
- ビル・マーティンソン - ブルース・グリーンウッド
- ディーン・フェアチャイルド - リチャード・シフ

## エピソード
| シーズン | シーズン | 話数 | 話数 | 放送期間      | 放送期間      |
| シーズン | シーズン | 話数 | 話数 | 初回放送      | 最終回放送    |
| -------- | -------- | ---- | ---- | ------------- | ------------- |
|          | 1        | 10   | 10   | 2015年7月31日 | 2015年7月31日 |